# Comissió Von der Leyen II
La Comissió Von der Leyen II és l'actual Comissió Europea, el braç executiu de la Unió Europea, en funcions des de l'1 de desembre de 2024 i que durarà fins a les eleccions europees de 2029, durant la X legislatura del Parlament Europeu. Té, per segona vegada consecutiva, a l'alemanya Ursula von der Leyen com a presidenta i a més està formada per un comissionat de cadascun dels estats membres de la Unió Europea (excepte l'estat de la presidenta, Alemanya).

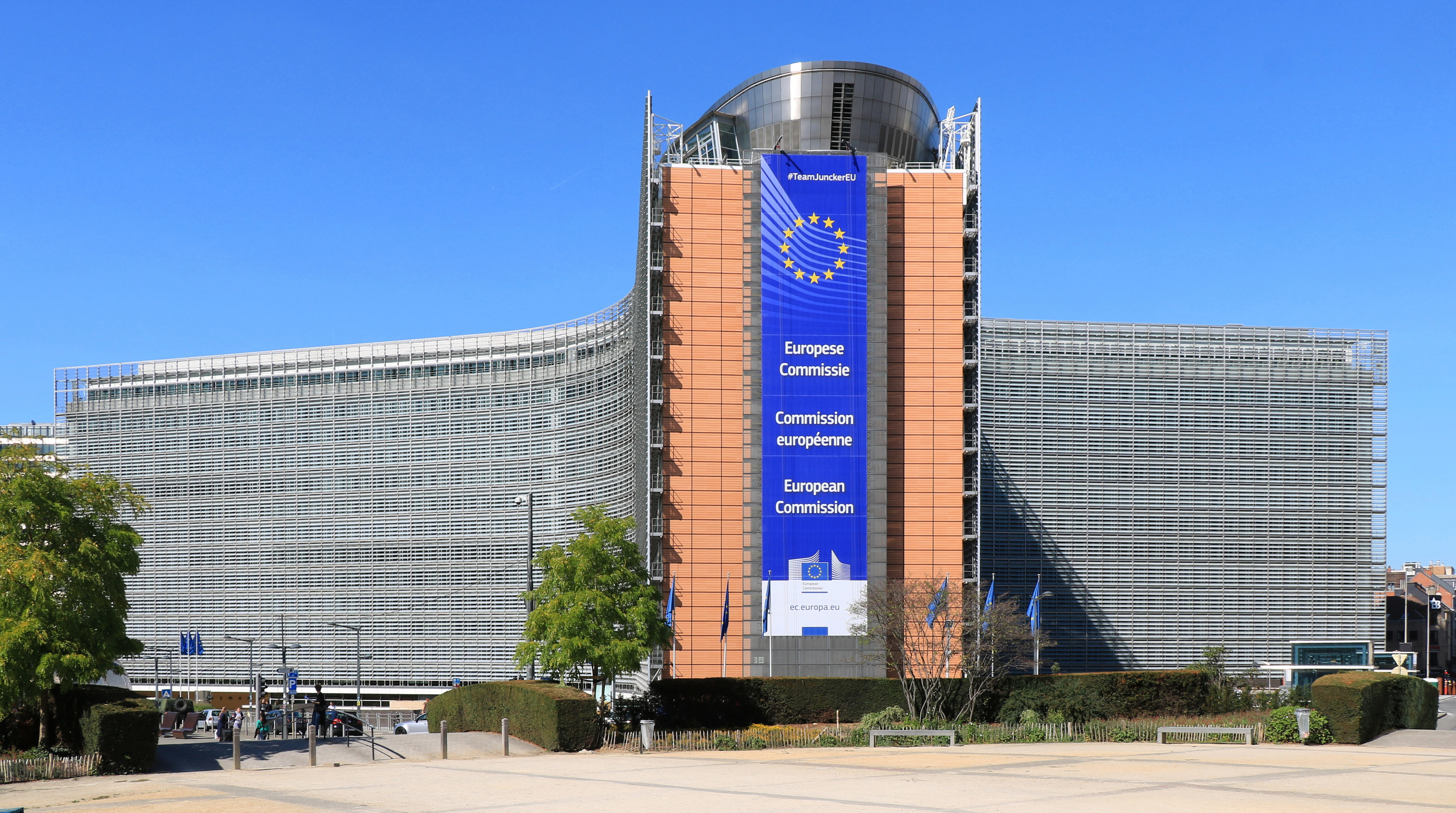
La Comissió Europea a Brussel·les

## Elecció
Una vegada finalitzades les eleccions al Parlament Europeu de 2024, on el Partit Popular Europeu va tornar a guanyar les eleccions amb 176 eurodiputats enfront dels 139 del Partit dels Socialistes Europeus i els 74 de l'aliança Renovar Europa, amb el Partit de l'Aliança dels Liberals i Demòcrates per Europa, el Partit Demòcrata Europeu i Renaixement, va començar una ronda de negociacions liderades per Donald Tusk i Kyriakos Mitsotakis pels democristians i Pedro Sánchez i Olaf Scholz pels socialdemòcrates on es va acordar proposar, de nou, a Ursula von der Leyen com a candidata a presidenta de la Comissió Europea, junt amb altres càrrecs importants de la Unió Europea.
La candidatura d'Ursula es va aprovar el 27 de juny de 2024, al Consell Europeu, amb els vots favorables de la gran majoria d'estats membres de la Unió, amb l'excepció d'Hongria i Itàlia, països liderats per Viktor Orbán i Giorgia Meloni i amb partits d'extrema dreta al govern. El 18 de juliol, i dins la primera sessió de la legislatura, el Parlament Europeu va debatre en plenari la candidatura d'Ursula i posteriorment va ser aprovada pel plenari amb 401 vots a favor i el suport del Grup del Partit Popular Europeu, l'Aliança Progressista de Socialistes i Demòcrates, Renovar Europa i Els Verds/Aliança Lliure Europea, 284 en contra i 22 abstencions.
El mateix dia del nomenament d'Ursula von der Leyen com a candidata a presidenta de la Comissió, els 27 països de la Unió Europea van acordar proposar a l'estoniana Kaja Kallas, que fins aquell moment era primera ministra d'Estònia, com a nova alta representant de la Unió per a Afers exteriors i Política de Seguretat en substitució de Josep Borrell, amb el vot a favor de 26 països i el vot en contra de Giorgia Meloni, en representació d'Itàlia.
El 17 de setembre de 2024, i després d'un procés de sol·licitud de candidatures als estats membre de la Unió Europea, Ursula von der Leyen va presentar en una conferència de premsa el col·legi de comissaris i les seves carteres, amb una proporció de dones del 40,7% enfront del 44,4% de 2019 i una mitjana d'edat de 52 anys, baixant dels 56 del seu primer mandat. Pel que fa a l'estructura, es va proposar un col·legi amb 6 vicepresidències executives enfront de les 7 vicepresidències de 2019 (3 d'elles executives) i amb un fort enfocament en la competitivitat, la política industrial i la defensa. El 19 de setembre, el Consell de la Unió Europea va ratificar la llista.
Finalment, el 27 de novembre de 2024 el plenari del Parlament Europeu, una setmana més tard del previst per l'intent de boicot del Partit Popular a Teresa Ribera per la gestió la gota freda de 2024 al País Valencià, va votar la llista completa del Col·legi de Comissaris amb el vot favorable de 282 eurodiputats dels 370 presents, el que representa el 51% de suport, el col·legi amb menys suport des que se li va atorgar el dret de vot al Parlament .

## Col·legi de Comissaris
La Comissió Europea és dirigida pels 27 membres del Col·legi de Comissaris, que tindran el mandat per la legislatura 2024-2029. És aquest organisme el que decideix les prioritats polítiques i estratègiques de la Comissió Europea.
| |                                                 | |               |                                                   | |          |                                                    | |
| Comissió Von der Leyen II                                                                                   |                                                 | |               |                                                   | |          |                                                    | |
| |                                                 | |               |                                                   | |          |                                                    | |
| Acordat al Consell Europeu del 27 de juny de 2024 • Aprovat pel Parlament Europeu el 27 de novembre de 2024 |                                                 | |               |                                                   | |          |                                                    | |
| |                                                 | |               |                                                   | |          |                                                    | |
| Designat | Designat                                        | Cartera                                                                                             | Designat      | Designat                                          | Cartera | Designat | Designat                                           | Cartera |
| | · Ursula von der Leyen · Alemanya · (PPE - CDU) | Presidenta                                                                                          |               | · Teresa Ribera · Espanya · (PSE - PSOE)          | Vicepresidenta executiva — Transició neta, justa i competitiva Competència                                   |          | · Henna Virkkunen · Finlàndia · (PPE - Kok)        | Vicepresidenta excecutiva — Sobirania tecnològica, seguretat i democràcia Tecnologies digitals i frontereres                              |
| [ 5 ] [ 8 ]                                                                                                 | · Ursula von der Leyen · Alemanya · (PPE - CDU) | [ 19 ] [ 17 ]                                                                                       | [ 19 ] [ 17 ] | · Teresa Ribera · Espanya · (PSE - PSOE)          | |          | · Henna Virkkunen · Finlàndia · (PPE - Kok)        | |
| | · Stéphane Séjourné · França · (RE)             | Vicepresident executiu — Prosperitat i estratègia industrial Indústria, PIME i mercat únic          |               | · Kaja Kallas · Estònia · (ALDE - ER)             | Vicepresidenta executiva — Alt representant de la Unió Europea per a Afers exteriors i Política de seguretat |          | · Roxana Mînzatu · Romania · (PSE - PSD)           | Vicepresidenta executiva — Persones, habilitats i preparació Habilitats, educació i cultura, llocs de treball de qualitat i drets socials |
| [ 19 ] [ 17 ]                                                                                               | · Stéphane Séjourné · França · (RE)             | [ 19 ] [ 17 ]                                                                                       | [ 19 ] [ 17 ] | · Kaja Kallas · Estònia · (ALDE - ER)             | |          | · Roxana Mînzatu · Romania · (PSE - PSD)           | |
| | · Raffaele Fitto · Itàlia · (CRE - FdI)         | Vicepresident executiu — Cohesió i reformes Política de cohesió, desenvolupament regional i ciutats |               | · Maroš Šefčovič · Eslovàquia · (PSE - SMER-SD)   | Comissari — Comerç i seguretat econòmica, relacions interinstitucionals i transparència                      |          | · Valdis Dombrovskis · Letònia · (PPE - V)         | Comissari — Economia i productivitat, implementació i simplificació                                                                       |
| [ 19 ] [ 17 ]                                                                                               | · Raffaele Fitto · Itàlia · (CRE - FdI)         | [ 19 ] [ 17 ]                                                                                       | [ 19 ] [ 17 ] | · Maroš Šefčovič · Eslovàquia · (PSE - SMER-SD)   | |          | · Valdis Dombrovskis · Letònia · (PPE - V)         | |
| | · Apostolos Tzitzikostas · Grècia · (PPE - ND)  | Comissari — Transport sostenible i turisme                                                          |               | · Magnus Brunner · Àustria · (PPE - ÖVP)          | Comissari — Afers interiors i migracions                                                                     |          | · Ekaterina Zaharieva · Bulgària · (PPE - GERB)    | Comissària — Startups, recerca i innovació                                                                                                |
| [ 19 ] [ 17 ]                                                                                               | · Apostolos Tzitzikostas · Grècia · (PPE - ND)  | [ 19 ] [ 17 ]                                                                                       | [ 19 ] [ 17 ] | · Magnus Brunner · Àustria · (PPE - ÖVP)          | |          | · Ekaterina Zaharieva · Bulgària · (PPE - GERB)    | |
| | · Christophe Hansen · Luxemburg · (PPE - CSV)   | Comissari — Agricultura i alimentació                                                               |               | · Wopke Hoekstra · Països Baixos · (PPE - CDA)    | Comissari — Clima, Net-Zero i creixement net                                                                 |          | · Piotr Serafin · Polònia · (PPE - PO)             | Comissari — Pressupost, antifrau i Administració Pública                                                                                  |
| [ 19 ] [ 17 ]                                                                                               | · Christophe Hansen · Luxemburg · (PPE - CSV)   | [ 19 ] [ 17 ]                                                                                       | [ 19 ] [ 17 ] | · Wopke Hoekstra · Països Baixos · (PPE - CDA)    | |          | · Piotr Serafin · Polònia · (PPE - PO)             | |
| | · Jessika Roswall · Suècia · (PPE - M)          | Comissària — Medi ambient, resiliència de l'aigua i economia circular competitiva                   |               | · Maria Luís Albuquerque · Portugal · (PPE - PSD) | Comissària — Serveis financers i la unió d'estalvis i inversions                                             |          | · Costas Kadis · Xipre · (Independent)             | Comissari — Pesca i oceans |
| [ 19 ] [ 17 ]                                                                                               | · Jessika Roswall · Suècia · (PPE - M)          | [ 19 ] [ 17 ]                                                                                       | [ 19 ] [ 17 ] | · Maria Luís Albuquerque · Portugal · (PPE - PSD) | |          | · Costas Kadis · Xipre · (Independent)             | |
| | · Hadja Lahbib · Bèlgica · (ALDE - MR)          | Comissària — Preparació, gestió de crisi i igualtat                                                 |               | · Glenn Micallef · Malta · (PSE - PL)             | Comissari — Igualtat intergeneracional, joventut, cultura i esport                                           |          | · Dan Jørgensen · Dinamarca · (PSE - S)            | Comissari — Energia i habitatge |
| [ 19 ] [ 17 ]                                                                                               | · Hadja Lahbib · Bèlgica · (ALDE - MR)          | [ 19 ] [ 17 ]                                                                                       | [ 19 ] [ 17 ] | · Glenn Micallef · Malta · (PSE - PL)             | |          | · Dan Jørgensen · Dinamarca · (PSE - S)            | |
| | · Marta Kos · Eslovènia · (Independent)         | Comissària — Ampliació                                                                              |               | · Dubravka Šuica · Romania · (PPE - PNL)          | Comissària — Mediterrània                                                                                    |          | · Olivér Várhelyi · Hongria · (Patriotes - Fidesz) | Comissari — Salut i benestar animal |
| [ 19 ] [ 17 ]                                                                                               | · Marta Kos · Eslovènia · (Independent)         | [ 19 ] [ 17 ]                                                                                       | [ 19 ] [ 17 ] | · Dubravka Šuica · Romania · (PPE - PNL)          | |          | · Olivér Várhelyi · Hongria · (Patriotes - Fidesz) | |
| | · Jozef Síkela · Txèquia · (STAN)               | Comissari — Associacions Internacionals                                                             |               | · Andrius Kubilius · Lituània · (PPE - TS-LKD)    | Comissari — Defensa i espai                                                                                  |          | · Michael McGrath · Irlanda · (ALDE - FF)          | Comissari — Democràcia, justícia i Estat de Dret                                                                                          |
| [ 19 ] [ 17 ]                                                                                               | · Jozef Síkela · Txèquia · (STAN)               | [ 19 ] [ 17 ]                                                                                       | [ 19 ] [ 17 ] | · Andrius Kubilius · Lituània · (PPE - TS-LKD)    | |          | · Michael McGrath · Irlanda · (ALDE - FF)          | |